# Жиляев, Александр Петрович
Александр Петрович Жиляев (1 июля 1959 год, г. Ишимбай — 20 ноября 2020) — советский и российский физик. Доктор физико-математических наук (2003).
Научная деятельность связана с проблемами физики прочности и пластичности материалов. Признанный специалист в области физического материаловедения новых нанокристаллических материалов, полученных методами интенсивной пластической деформации .
Цитата руководителя: «МГТУ — это коллектив ученых и специалистов высокого класса, порой даже мирового уровня. Задача проекта в рамках мегагранта – не только и не столько привлечь зарубежных ученых для сотрудничества, сколько «пробудить» тягу магнитогорских ученых, особенно молодых специалистов, быть вовлеченными в тесное международное сотрудничество».

## Образование
БашГУ (ныне Уфимский университет науки и технологий) (1981)

## Научная деятельность
После окончания института работал там же. С 1985 года в УНИ, в 1986—1998 годах и с 2005 года в Институт проблем сверхпластичности металлов РАН, с 1998 года в УГАТУ, в 2001—2105 годах в Институте механики. Одновременно с 1995 года работает в научных центрах Испании, Канады, США. Индекс Хирша — 38.
Автор свыше 170 научных работ.
Победитель программы международного сотрудничества российских вузов и ведущий ученый научных организаций с учеными мирового уровня и ведущими зарубежными научно-образовательными центрами в сферах науки, образования и инноваций. Программа стартовала 9 апреля 2010 года с принятием Правительством Российской Федерации постановления № 220.

## Диссертации
- Исследование взаимосвязи разориентировок зерен и текстур в ГЦК-поликристаллах. Автореф. дис. на соиск. учен. степ. к.ф.-м.н / РАН, Ин-т проблем сверхпластичности металлов. — Уфа, 1992. — 22 с. — Библиогр.: С. 21—22.
- Ансамбли границ зерен в ультрамелкозернистых материалах. Автореф. дис. на соиск. учен. степ. д.ф.-м.н. Спец. 01.04.07 / [Ин-т проблем сверхпластичности металлов РАН]. — Уфа, 2002. — 33 с.: ил.; 21 см. — Библиогр.: С. 30—33 (41 назв.)

## Награды и достижения
- 2015 — Заслуженный деятель науки Республики Башкортостан (Россия).
- 2006 — Грант фонда Рамон и Кахаль (Испания).
- 2004 — Грант Национального исследовательского центра США.
- 2000 — Именная стипендия Президента Республики Башкортостан (Россия).
- 1999 – Именная стипендия Президента Республики Башкортостан (Россия).

## Память
- Лаборатория «Механика градиентных наноматериалов имени А. П. Жиляева» Магнитогорского государственного технического университета имени Г. И. Носова[5]